# Sidranski zaljev
Sidranski zaljev je zaljev u Sredozemnom moru na sjeveru libijske obale. Nalazi se pokraj grada Sirta. Za vrijeme rimskog imperija bio je poznat kao Syrtis Maior.
Zaljev je poznat po izuzetno velikom izlovu tune. 